# Мбодомо (язык)
Язык мбодомо (Mbodomo, Mbódɔ̀mɔ̀, Gbaya-Mbodomo) — бесписьменный язык мбодомо гбайя, один из индивидуальных языков в составе макроязыка гбайя. Используется жителями саванны и лесов Восточной провинции Камеруна.

## Генеалогическая информация
Один из языков гбайя. Генеалогическая классификация его неоднозначна.
По ALCAM: нигеро-кордофанская макросемья → семья нигер-конго → адамауа-убанги → восточные убанги → гбайя → мбодомо.
По Williamson, Burnham: макросемья нигер-конго → атлантик-конго → вольта-конго → северная ветвь → адамауа-убанги → убанги → гбайя → центральные гбайя → мбодомо.
По Glottolog: макросемья нигер-конго → атлантик-конго → вольта-конго → северные вольта-конго → гбайя-манза-нгбака → восточные гбайя → мбодомо-бофи → гбайя-мбодомо.
Наиболее близким языком из изученных является yaayuwee (северный гбайя по Williamson и Burnham). Взаимопонятность между ними — около 70%.

## Ареальная информация
На Гбайя Мбодомо говорят в департаменте Лом и Джерем Восточной провинции Камеруна. Существует три отдельных района расселения мбодомо, в каждом из которых есть небольшие диалектные различия. Самый большой по площади район расселения мбодомо расположен вдоль трассы N1 в 50-140 км к северу от Бертуа. Второй район состоит из нескольких деревень к северу от Нгура, третий – к западу от Бекаре-Ойа, к западу от реки Лом. Диалектные различия представленных выше двух районов – чисто лексические, диалект третьего района не изучен. Все три диалекта взаимопонятны. Часть взрослого населения владеет французским языком, но в основном население монолингвально.

## Социолингвистическая информация
У гбайя мбодомо насчитывается примерно 5-8 тыс. носителей. В работе (Burnham et al. 1986) указано, что носителей насчитывается не более 5 тыс. Евангельская Лютеранская Церковь Камеруна EELC оценивает количество носителей в 8-10 тыс. (Griffin et al. 1994). Сами же мбодомо считают, что их не менее 10 тысяч.
В отличие от других гбайя Камеруна, мбодомо считают себя автохтонным народом региона. На самых ранних сохранившихся этнологических картах региона мбодомо живут на той же территории.
Из устной фольклорной традиции следует, что мбодомо жили в лесах примерно в 20 километрах западнее от их нынешней территории расселения. Во время Второй Мировой войны трасса N1  была отрезана, что вынудило мбодомо переселиться из лесов в саванну. Эти леса всё ещё считаются территорией мбодомо: они регулярно используют их для охоты и рыбалки, там встречаются небольшие поселения. В отличие от других жителей саванны, мбодомо не скотоводы. Их основные занятия – охота, собирательство и в последние годы подсечно-огневое земледелие. Большинство семей владеют своей небольшой фермой около участка леса и водоема. 50-75% жителей небольших деревень проводят на фермах всю неделю, кроме воскресенья, когда они возвращаются на службу в церковь, на рынок продать урожай и увидеться с друзьями и семьей. Остальные мбодомо живут на фермах круглый год.
На территории расселения мбодомо есть только начальные школы. Даже начальное образование получают немногие, так как дети с малых лет вовлечены в хозяйственную деятельность семьи. Большинство взрослых (20-40 лет на момент 1996) изучали французский язык в школе, младшее же поколение владеет только мбодомо.
Большинство мбодомо считают себя христианами (католиками или лютеранами), часть мбодомо на севере исповедует ислам.

## Фонология

### Согласные
Система согласных мбодомо состоит из 23 согласных фонем. 
|                               | Губно-губные | Губно-зубные | Альвеолярные | Палатальные         | Велярные     | Лабиовелярные    |
| Назальные смычные             | m [m]        |              | n [n]        | ɲ [ɲ]               | ŋ [ŋ]        |                  |
| Преназализованные смычные     | mb [mb]      |              | nd [nd]      |                     | ŋg [ŋɡ]      | mgb [mgb]        |
| Имплозивные смычные           | ɓ [ɓ]        |              | ɗ [ɗ]        |                     |              |                  |
| Взрывные смычные              | p [p], b [b] |              | t [t], d [d] |                     | k [k], g [g] | kp [kp], gb [gb] |
| Преназализованные фрикативные |              |              |              | nz [nz] (ndz [ndz]) |              |                  |
| Звонкие фрикативные           |              | v [v]        | z [z]        |                     | h [x]        |                  |
| Глухие фрикативные            |              | f [f]        | s [s]        |                     |              |                  |
| Дрожащие                      |              |              | r [r]        |                     |              |                  |
| Боковые                       |              |              | l [l]        |                     |              |                  |
| Аппроксиманты                 |              |              |              | j [j]               |              | w [w]            |

### Гласные
В мбодомо различают 7 гласных фонем. Каждая фонема имеет аллофоны трёх тонов (восходящий, нисходящий, восходяще-нисходящий). Также в мбодомо слово может быть назализованным, то есть все входящие в его состав гласные одновременно становятся носовыми. 
|                       | передний ряд | задний ряд |
| --------------------- | ------------ | ---------- |
| верхний подъём        | i [i]        | u [u]      |
| средний подъём (+ATR) | e [e]        | o [o]      |
| средний подъём (-ATR) | ɛ [ɛ]        | ɔ [ɔ]      |
| нижний подъём         | a [a]        | a [a]      |

## Типологическая характеристика

### Тип выражения грамматических значений
Мбодомо относится к преимущественно аналитическим языкам: большая часть грамматических значений выражается при помощи служебных слов. Синтетически выражены время глагола и число существительного. Встречаются словообразовательные аффиксы.  
| (1) | é-kóé                                 | gì-ì             | dɔ́gà  | árkì    |
|     | PL-женщина                            | приготовить-PAST | много | самогон |
|     | ‘Женщины приготовили много самогона.’ |                  |       |         |

| (2) | ná                                      | sɔ́nsí | mɛ̀            | kà  | sɔ̀  | há      | mɛ́  |     |
|     | COP                                     | шанс  | 2SgPOSS:alien | REL | Бог | дать:PR | BEN | 2Sg |
|     | ‘Это твой шанс, который тебе даёт Бог.’ |       |               |     |     |         |     |     |

### Характер границы между морфемами
Мбодомо можно считать языком, переходным между агглютинирующим и изолирующим: слова состоят из одной или (реже) двух морфем, иногда встречаются фузии.
| (1) | gò-gom̀-tì           |
|     | REDUP-рубить-дерево |
|     | ‘дятел’             |

| (2) | bòlá-à → bòlâ |
|     | длинный-NOM   |
|     | ‘длиннота’    |

| (3) | kpòó                        | mbɔ̀ŋgá | kɛ̀  | wâ  | má  | ɲɔ̀ŋ  |
|     | мясо                        | зебра  | DEM | 3Pl | PFV | есть |
|     | ‘Они съели это мясо зебры.’ |        |     |     |     |      |

### Локус маркирования

#### Посессивная именная группа
В мбодомо выделяются 2 типа существительных, которые могут входить в посессивную именную группу: неотчуждаемые, всегда имеющие грамматически выраженного посессора, и отчуждаемые с необязательно выраженным посессором. Отчуждаемые существительные, в отличие от неотчуждаемых, маркируются. 
По-видимому, в посессивной именной группе наблюдается вершинное маркирование, так как в гбайя мбодомо существительное предшествует своим зависимым (несогласованным определениям, демонстративам), а также маркеру посессивности, а в посессивной ИГ на первое место ставится обладаемое (вершина), на второе — обладатель (зависимое). Неотчуждаемые существительные в посессивных ИГ имеют немаркированную форму.
Пример с отчуждаемым существительным в вершине ИГ: 
| (1) | é-kóé        | mɛ́   | wàn-lé        |
|     | PL-жена      | POSS | глава-деревня |
|     | ‘жены вождя’ |      |               |

Пример с неотчуждаемым существительным в вершине ИГ:
| (2) | zàrà       | kàó              |
|     | ухо        | дядя (брат мамы) |
|     | ‘ухо дяди’ |                  |

#### Предикация
В предикации наблюдается вершинное маркирование. Актанты не имеют грамматических показателей падежа. Глагол отражает лицо субъекта (только в простом прошедшем и давно прошедшем временах): в 1-2 лицах – восходящий тон, в 3 лице – нисходящий. 
| (3) | mí                         | áŋ-á         | bíŋgó  |
|     | я                          | собрать-PAST | арахис |
|     | ‘Я собрал урожай арахиса.’ |              |        |

| (4) | wɛ̀nɛ̀                              | àŋ-à         | bíŋgó  |
|     | он(a)                             | cобрать-PAST | арахис |
|     | ‘Он(а) собрал(а) урожай арахиса.’ |              |        |

### Тип ролевой кодировки
Мбодомо характеризуется директной стратегией ролевой кодировки: все 3 актанта в клаузе никак не маркируются. В языке отсутствуют падежи.
Клауза с активным и пассивным актантами:
| (1) | wílí                 | gbɛ̀-à      | gɔ́k  |
|     | мужчина              | убить-PAST | змея |
|     | ‘Мужчина убил змею.’ |            |      |

Клауза с активным актантом:
| (2) | wílí                          | zìr-ì           | nɛ́   | tì     |
|     | мужчина                       | спуститься-PAST | PREP | дерево |
|     | ‘Мужчина спустился с дерева.’ |                 |      |        |

Клауза с пассивным актантом:
| (3) | màtúà                 | dàŋ-à          |
|     | транспорт             | сломаться-PAST |
|     | ‘Транспорт сломался.’ |                |

### Базовый порядок слов
Базовый порядок слов — SVO. Порядок слов в мбодомо фиксированный, что компенсирует отсутствие падежей. Язык предпочитает предлоги послелогам, что подтверждает, что маркирование – вершинное. Числительные, демонстративы и зависимые существительные следуют за вершиной именной группы, что также подтверждает тип маркирования. Однако прилагательное предшествует существительному – это признак зависимостного маркирования.
Базовый порядок слов в клаузе:
| (1) | S                              | V         | O       |
|     | wílí                           | bàà       | gɔ̀      |
|     | мужчина                        | охотиться | пантера |
|     | ‘Мужчина охотился на пантеру'. |           |         |

Порядок слов в предложной и именной группе:
| (2) | wílí                                   | gòm-à       | kɔ̀kɔ̀   | nɛ̀         | só     | àdá    |
|     | мужчина                                | резать-PAST | бамбук | PREP.INSTR | острый | мачете |
|     | ‘Мужчина срезал бамбук острым мачете'. |             |        |            |        |        |

## Языковые особенности

### Лексический тон
В языке мбодомо присутствует лексический и грамматический тоны. Лексический тон характерен для существительных и отымённых частей речи (прилагательных, наречий). Различаются два лексических тона: высокий и низкий. В небольшом количестве слов (в основном, в заимствованиях) наблюдаются контурные тоны:
| (1) | nú          |  |
|     | ‘рот, язык' |  |

| (2) | nù      |
|     | ‘земля' |

| (3) | kòmbôn                       |
|     | ‘каноэ, сделанное из бревна' |

### Грамматический тон
Грамматический тон появляется, когда слова, не имеющие собственного лексического тона, обретают тон в контексте клаузы. Таким образом, глагол в некоторых формах согласуется с подлежащим. 
В изолированной форме глаголы имеют одинаковый восходяще-нисходящий контур.
| (1) | bâ                        |
|     | 'останавливаться, ловить' |

| (2) | déà      |
|     | 'делать' |

### Диссимиляция низкого тона
В мбодомо происходит диссимиляция тонов (в том числе, в сложных словах).
| (1) | *lì tì → lǐ tì |        |
|     | вода           | дерево |
|     | ‘смола’        |        |

| (2) | *lì kpòó → lǐ kpòó |      |
|     | вода               | мясо |
|     | ‘суп’              |      |

| (3) | *lì kóró → lì kóró |       |
|     | вода               | дождь |
|     | ‘дождевая вода’    |       |

### Палатализация
Некоторые согласные фонемы имеют вариации-аллофоны перед передним гласным переднего ряда верхнего подъёма /i/.
/l/ переходит в [ɺ]. 
| (1) | lé        |
|     | ‘деревня’ |

| (2) | ɺí     |
|     | ‘глаз’ |

Палатализация смычных наблюдается перед /i/ и /u/. /t/ реализуется как [ʦ], /d/ реализуется как [ʣ]. 
| (3) | ʦì       |
|     | ‘дерево’ |

| (4) | ʦùà   |
|     | ‘дом’ |

| (5) | tà       |
|     | ‘камень’ |

При билабиальных и глухих велярных смычных в позиции перед /i/ и /u/ появляется придыхание.
| (6) | pʰi         |
|     | ‘одеваться’ |

| (7) | pʰusi      |
|     | ‘нажимать’ |

| (8) | pol       |
|     | ‘чистить’ |

### Другие фонологические особенности
Фонема /k/ реализуется как [χ] в позиции конца слова или перед другими согласными.
| (1) | bɑ̀χlà   |
|     | 'гиена' |

| (2) | zɑ̀χ   |
|     | 'рог' |

Фонема /g/ сходным образом  реализуется как [ʁ], но появляется только в интервокальной позиции внутри морфемы. На стыке морфем, даже интервокально, перехода не происходит, и различие /g/ и /ʁ/ – фонематическое. 
| (3) | ɓàʁà    |
|     | 'плечо' |

| (4) | zí-gɔ̀rɔ̀    |
|     | летать-мёд |
|     | 'пчела'    |

### Запрет на прилагательные в предикации
В языке мбодомо нельзя поставить прилагательное в позицию предиката, даже со вспомогательным глаголом-связкой, что свойственно европейским языкам. Вместо этого нужно сделать из прилагательного существительное при помощи суффикса -à и добавить связку nɛ̀, которая используется также в посессивных конструкциях. 
| (1) | Kòéké nɛ̀ tòló          |
|     | Коэкэ COP собака       |
|     | 'У Коэкэ есть собака.' |

| (2) | Tòló nɛ̀ nzíŋ         |
|     | Собака COP грязность |
|     | 'Собака грязная.'    |

| (3) | Wàlá nɛ̀ pàŋ-à         |
|     | Фрукт COP горький-NOM |
|     | 'Фрукт горький.'      |

## Список сокращений
| 1, 2, 3 (перед SG, PL) | первое, второе, третье лицо                            |
| SG                     | единственное число                                     |
| PL                     | множественное число                                    |
| POSS:alien             | показатель посессивности отчуждаемых существительных   |
| POSS:inalien           | показатель посессивности неотчуждаемых существительных |
| NOM                    | субстантивирующий суффикс                              |
| POSS                   | показатель посессивности неотчуждаемых существительных |
| PREP                   | предлог                                                |
| PREP.INSTR             | предлог с инструментальным значением                   |
| REDUP                  | редупликация следующего элемента                       |
| DET                    | определённое местоимение                               |
| PAST                   | простое прошедшее время                                |
| PFV                    | прошедшее совершенное время                            |
| S                      | субъект                                                |
| V                      | глагол                                                 |
| О                      | объект                                                 |
| COP                    | связка                                                 |
| REL                    | маркер относительной клаузы                            |
| BEN                    | предлог бенефактива                                    |
| DEM                    | демонстратив                                           |